# Магазейна
Магазе́йна (рос. Магазейная, чув. Макаçиялĕ) — присілок у Чувашії Російської Федерації, у складі Ільїнського сільського поселення Моргауського району.
Населення — 166 осіб (2010; 176 в 2002, 250 в 1979; 245 в 1939, 225 в 1926, 239 в 1906, 181 1858).

## Історія
Історичні назви — Кудюккаси, Магазейно, Магазейкіно. Утворився як околоток присілку Янаптплова-Яндіарова (нині не існує). До 1866 року селяни мали статус державних, займались землеробством, тваринництвом. На початку 20 століття діяв товариський хлібний магазин, який, можливо, і дав назву присілку. 1931 року утворено колгосп «Ворошилов». До 1920 року присілок перебував у складі Татаркасинської волості Козьмодемьянського, до 1927 року — Чебоксарського повіту. 1927 року присілок переданий до складу Татаркасинського району, 1939 року — до складу Сундирського, 1962 року — до складу Чебоксарського, 1964 року — до складу Моргауського району.

## Господарство
У присілку діє магазин.